# Transformação termodinâmica
A termodinâmica é a física que estuda as relações entre o calor (energia transferida, de um corpo para outro em virtude, unicamente, de uma diferença de temperatura entre eles) e o trabalho realizado (energia), sob a presença de um corpo ou sistema e o meio exterior. É através das variações de temperatura, pressão e volume que busca compreender o comportamento e as transformações que ocorrem na natureza.
As transformações podem ser isobáricas, quando a pressão é constante, variando volume e temperatura; isotérmica, quando a temperatura é constante, variando pressão e volume; isocórica ou isovolumétrica, quando o volume é constante, variando pressão e temperatura; e adiabática, quando não há troca de calor com o meio externo, seja porque o corpo esteja termicamente isolado ou porque o processo ocorre de forma tão rápida, fazendo com que o calor trocado seja desprezível.

## História da termodinâmica
A termodinâmica teve início em 1650, com Otto Von Guericke. Ele foi o responsável pela criação da primeira bomba a vácuo do mundo, além de criar o primeiro vácuo artificial através das esferas de Magduberg. Anos mais tarde Robert Boyle ficou sabendo dos experimentos de Otto, e em parceria com Robert Hooke, construiu uma bomba de ar. Através dessa bomba, Boyle e Hooke perceberam a relação entre pressão, volume e temperatura, e através dessa descoberta Boyle formulou uma lei que estabelece que a pressão e o volume são inversamente proporcionais. Essa lei ficou conhecida como Lei de Boyle. 
Estudos posteriores, baseados nos conceitos de pressão, temperatura e volume, fizeram por surgir a primeira máquina a vapor, com Thomas Savery. As máquinas daquela época eram muito grandes e robustas, mas atraíam a atenção de muitos cientistas, como foi o caso de Sadi Carnot. Denominado de o “pai da termodinâmica” em 1824 fez a publicação de “Reflexões sobre a Potência Motriz do Fogo”, nessa sua publicação ele fazia um discurso sobre o calor, a eficiência e a potência das máquinas a vapor. Esse fato marcou o início da Termodinâmica como ciência moderna.

## Tipos de processos

### Processo termodinâmico
Um sistema pode ser considerado isolado se ele não sofre ação de forças externas, com isso o sistema tende a se manter o mesmo, ou seja, continuar estável. Existem vários processos termodinâmicos que são facilmente visualizados, por exemplo os que tem uma função de estado constante. A definição para função de estado são as grandezas definem um estado termodinâmico, tais como pressão volume e temperatura. Definimos equilíbrio termodinâmico quando não mais acontecem mudanças na função de estado, ou seja, não há mais troca de calor. As principais possíveis mudanças que podem ocorrer são de três maneiras : mecânica, química e térmica. A primeira maneira é quando o meio ambiente exerce uma força sobre o sistema, essa força irá interferir seu estado de equilíbrio existente, por causa de uma perturbação mecânica. Essa força poderá fazer que o sistema diminua seu volume (como um êmbolo quando pressionado). Além disso, pode associar um aumento de pressão do gás, caso o sistema esteja em contato com um banho térmico e perca calor. Depois de retornar ao isolamento, e depois de algum tempo de relaxação, o sistema alcança um novo estado de equilíbrio mecânico. A segunda maneira é quando o sistema troca matéria com o meio que passa por ele, acontece uma perturbação química, e esse acontecimento pode gerar uma alteração na composição química do sistema. Após ele retornar ao isolamento, e depois de um tempo, acontecerá uma uniformização na composição do sistema e o mesmo alcançará um novo equilíbrio térmico. A terceira maneira é quando o sistema entra em contato térmico com corpos externos, com isso acontecerá um troca de calor, e o sistema sairá do equilíbrio térmico, depois de voltar para o isolamento, e depois eu um período de tempo o sistema encontrará um novo equilíbrio térmico. Quando o sistema entra em equilíbrio térmico em relação as três maneiras mencionadas dizemos que ele está em equilíbrio termodinâmico, com isso ele pode ser descrito pro função de estado, que são consideradas pro sistema todo. 
Uma grandeza termodinâmica, deve-se pensar em um gás composto por partículas em um recipiente, que pode apresentar modos diversos. Pode-se variar  o volume do recipiente aumentando ou diminuindo a região disponível para as partículas de gás. Ainda precisa considerar que o recipiente é um material isolante, para impedir a troca de calor entre o gás e o recipiente. Agora sim pode colocar o recipiente em contato com um banho térmico, de modo a ceder ou absorver calor do gás, o banho térmico vai ceder ou absorver calor do gás, porem sua temperatura vai ser mantida constante. Por exemplo colocar um copo de água em um balde de gelo, ele absorvera o calor da água (resfriando-a) praticamente sem variar sua temperatura. A temperatura T, o volume V, e a pressão P do gás, são funções do estado. Então quando um sistema está em equilíbrio termodinâmico, as funções, P, V, T são bem definidas, e definem o estado em que o sistema se encontra. Se conhecemos duas dessas grandezas conseguimos definir a terceira. Para gases ideais a equação utilizada para encontrar a terceira grandeza é definida por: 
{\textstyle PV=NRT},                                                                              
onde n é o número de mols do gás e R é a constante universal dos gases. 
Um processo termodinâmico é um evento caracterizado por variáveis de uma ou mais funções de estado. Se um sistema está em equilíbrio termodinâmico e sofre uma mudança bem pequena em algumas funções de estado, depois de um certo período de tempo ele consegue encontrar um novo equilíbrio, se deixado isolado, como novos valores nas funções de estado. Essa pequena mudança chama-se de processo quase estático. Para que qualquer processo seja reversível, precisa-se conhecer todas as micro-mudanças que ocorreram entre o estado iniciado e final. Essas mudanças que as grandezas sofrem em uma transformação são totalmente relacionados com a primeira lei a termodinâmica, que é definida pela equação:
{\displaystyle \Delta E=W-Q},
Onde {\displaystyle \Delta E} é denominada a energia interna do gás, Q é o calor absorvido pelo gás e W o trabalho executado pelo gás.

### Processo cíclico
Um processo cíclico equivale a um processo repetitivo de transferências que têm, muitas vezes, como estados finais o próprio estado inicial. O ciclo ao se encerrar ele retorna ao início do processo. Este é um tipo de processo que em algumas substâncias plásticas não há sua utilização, por seu trabalho sofrer mudanças irreversíveis. Um processo cíclico de um sistema requer a sua envolvente, pelo menos, dois reservatórios de calor, a temperaturas diferentes, um a uma temperatura mais elevada, que fornece calor para o sistema, o outro a uma temperatura mais baixa que aceita o calor do sistema. Os valores de pressão, volume e temperatura são idênticos aos do inicio do processo, sendo ao final da transformação continua o mesmo estado termodinâmico. Uma consequência é o fato da variação da energia interna ser nula ao final do ciclo. Se as temperaturas inicial e final são iguais, a mesma acontece com a energia interna. O trabalho total em um ciclo será a soma dos trabalhos de cada transformação. Assim, trabalhos positivos nas expansões e trabalhos negativos nas contrações. Um ciclo no sentido horário, o módulo dos trabalhos durante as expansões é maior do que os módulos dos trabalhos nas contrações, resultando um trabalho positivo, que pode ser calculado através da área do ciclo. Ao contrario um ciclo no sentido anti-horário, o módulo dos trabalhos durante as contrações é maior do que os módulos dos trabalhos nas contrações, resultando um trabalho positivo, que pode ser calculado através da área do ciclo.

### Processo de fluxo
Um processo de fluxo delimitado nos limites de um sistema aberto controla o volume presente em um sistema. Durante o funcionamento de um processo, o fluxo do processo deve considerar estável e contínuo, a matéria fluindo de dentro-fora e fora-dentro deve ser quimicamente homogênea. Não há fluxo se o sistema flui com uma taxa uniforme, sem variação de calor e trabalho, esse não fluxo caso eficaz, equivale ao processo de fluxo. Supõe-se que a energia potencial gravitacional e a energia cinética do fluxo, com as entradas e saídas de calor e trabalho são rígidas e imóveis. Muitas vezes, as quantidades que descrevem os estados internos dos materiais de entrada e saída são estimadas na suposição de que eles são corpos em seus próprios estados de equilíbrio termodinâmico interno. Como as reações rápidas são permitidas, o tratamento termodinâmico pode ser aproximado, não exato. No funcionamento de algum dispositivo com este processo, no sistema o volume é controlado independente do tempo, ou seja, a energia interna do sistema pelo volume permanece constante, útil para geração de energia.

## Processos variáveis

### Pressão e volume
Pressão e volume estão relacionados com a transferência de energia mecânica ou dinâmica como resultado do trabalho.

#### Processo isobárico
A transformação isobárica é um processo em que a pressão se mantém constante, como processos que ocorrem à pressão atmosférica. Podemos relacionar essa pressão (P), com a temperatura (T) e o volume (V), de acordo com a Lei dos gases ideais:
{\displaystyle PV=nRT}
Onde n é o número de mols e R é a constante universal dos gases, com seu valor de 8,314 J mol-1K-1 ou 0,082 atm.L/mol.K
Podemos isolar a pressão (P), já que possui um valor constante, encontrando:
{\displaystyle P={\frac {nRT}{V}}}

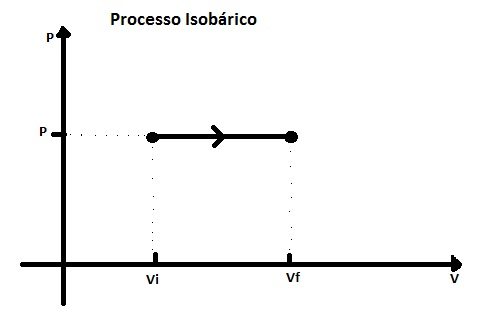
Figura 1. Diagrama PxV - Transformação Isobárica. A pressão permanece constante, independente do volume. A área abaixo da função indica o trabalho desse processo

Como a pressão permanece fixa, seus valores inicial e final são iguais temos:
{\displaystyle {\frac {nRTi}{Vi}}=P={\frac {nRTf}{Vf}}}
Cancelando o número de mols (n) e a constante (R), encontramos a equação para uma transformação isobárica:
{\displaystyle {\frac {Ti}{Vi}}={\frac {Tf}{Vf}}}
De forma que, o volume (V) e a temperatura (T) são diretamente proporcionais.
No processo isobárico a Primeira lei da termodinâmica é dada por:
{\displaystyle \Delta {E{\scriptstyle {\text{int}}}}=Q+W}
Onde o trabalho realizado sobre o gás é dado por: 
{\displaystyle W=-\int _{Vi}^{Vf}PdV}
Como a pressão é constante, não é integrada, e o novo trabalho (W) é:
{\displaystyle W=-P(Vf-Vi)}
 Caso o trabalho (W) estiver com o sinal positivo indica que o trabalho é realizado pelo gás ao invés de ser realizado sobre o gás, como no nosso caso.
O calor (Q) de uma transformação isobárica é dada por:
{\displaystyle Q=nc{\scriptstyle {\text{p}}}\Delta {T}}
Onde Cp é o calor especifico molar a uma pressão constante. Quando alguma energia é adicionada a um gás pelo calor de um processo isobárico, a energia interna do gás aumenta e é realizado trabalho (negativo) sobre o gás devido a variação de volume necessário para manter a mesma pressão.

#### Processo isovolumétrico ou isocórico
A transformação isovolumétrica pode também ser chamada de transformação isocórica, na qual está relacionado ao comportamento dos gases, onde o  volume é constante submetendo variações proporcionais de pressão e temperatura como mostrado abaixo.
{\displaystyle PV=nRT}
A equação acima é dos gases ideais onde P representa pressão, V é volume, n é numero de mols, R é a constante de que equivale a 8,314 Jmol-1K-1, e T é a temperatura. Lembrando que a temperatura deve ser sempre absoluta, sendo em Kelvin (transformação de Celsius para Kelvin: TK = TC + 273,15).
{\displaystyle V={\frac {nRT}{P}}}

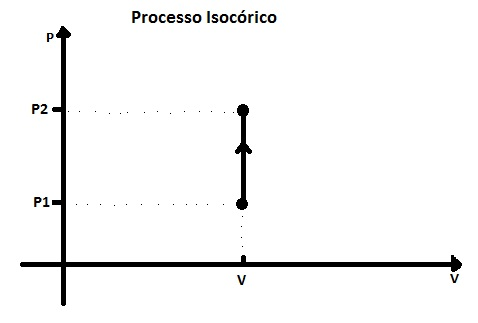
Figura 2. Diagrama PxV - Processo Isocórico. Volume constante.

Como o volume é constante pode-se igualar as funções com as  temperaturas e pressões iniciais e finais, excluindo o numero de mols e a constante R.
{\displaystyle {\frac {nRTi}{Pi}}=V={\frac {nRTf}{Pf}}}
Da equação acima, conclui-se por fim:
{\displaystyle {\frac {Ti}{Pi}}={\frac {Tf}{Pf}}}
A transformação isovolumétrica também é conhecida como a 2ª Lei de Gay-Lussac, em homenagem ao físico-químico Joseph Louis Gay-Lussac que por volta de 1808 começou  a estudar as propriedades e comportamentos dos gases.No processo isovolumétrico como o volume é constante não há trabalho, sendo considerado zero, portanto a equação da Primeira lei da termodinâmica se reduz à ∆Eint = Q onde Q é a energia transferida (calor) e ∆Eint é a variação da energia interna. O calor quando o volume de um gás é fixo é dada pela equação: 
{\displaystyle Q=nc{\scriptstyle {\text{v}}}\Delta {T}}
Onde n é o numero de mols, Cv o calor específico molar e ∆T é a variação de temperatura. Quando Q é positivo o sistema recebe calor, quando Q é negativo o sistema fornece calor. Se a energia é acrescentada por calor a um sistema mantido a volume constante, toda a energia transferida permanece no sistema como um aumento de sua energia interna, um exemplo muito usado é o da lata de spray, se colocado em contato com calor, mesmo com a lata vazia ainda assim contem ar ou resíduos do produto, a pressão aumenta podendo causar uma explosão.

### Temperatura
Temperatura está relacionado com a transferência de energia, especialmente para um sistema fechado. 

#### Processo isotérmico
A palavra isotérmica refere-se a um processo em que tem-se a mesma temperatura, por isso, na Transformação isotérmica de um gás, a temperatura no início é a mesma que no final. Há uma variação de pressão e volume no processo isotérmico e, para um gás ideal, como a temperatura não se altera não há variação de energia interna no sistema, pois esta depende diretamente da temperatura. Para relacionar a pressão (P), temperatura (T) e volume (V) em uma transformação isotérmica para um gás ideal é levada em consideração a Lei de Boyle-Mariotte:              
{\displaystyle P\times V=n\times R\times T}
Em que n é o número de mols contido no volume e R é a constante universal dos gases, expressa por 8,314 J mol-1K-1 ou 0,082 atm.L/mol.K.
Isolando T, já que é constante, obtêm-se:       
{\displaystyle T={P\times V \over n\times R}}

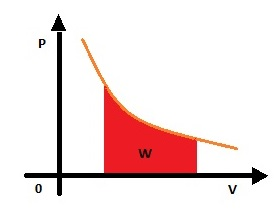
Figura 3. Diagrama PxV - Processo Isotérmico. Temperatura constante.

No processo, sabe-se que a pressão (Pi, Pf) e o volume (Vi, Vf) variam, portanto: 
{\displaystyle {Pi\times Vi \over n\times R}=T={Pf\times Vf \over n\times R}}
Cancelando as constantes n e R, obtêm-se a equação para uma transformação isotérmica:      
{\displaystyle Pi\times Vi=Pf\times Vf}
Em um processo isotérmico há troca de energia em forma de calor e de trabalho.
Quando se mantém a temperatura T de um gás constante e altera-se seu volume de Vi para Vf obtêm-se um processo chamado expansão isotérmica – e seu inverso chamado de compressão isotérmica.
O trabalho de uma expansão isotérmica é determinado por:            
{\displaystyle W=\int _{Vi}^{Vf}pdV}
Essa expressão pode ser utilizada para determinar o trabalho de qualquer gás em expansão isotérmica. Quando se trata de um gás ideal, a expressão será a seguinte: 
{\displaystyle W=\int _{Vi}^{Vf}{n\times R\times T \over V}dV}
Como T é uma constante (expansão isotérmica), assim como n e R, é retirado da integral, obtendo:    
{\displaystyle W=n\times R\times T\int _{Vi}^{Vf}{dV \over V}=n\times R\times T[\ln(Vf-Vi)]}
Levando em consideração as regras logarítmicas [ln a – ln b = ln (a/b)]:  
{\displaystyle W=n\times R\times T\ln {Vf \over Vi}}
Lembrando que só pode ser considerada essa fórmula para um gás ideal em processo isotérmico.
Como trata-se de uma expansão, Vf será sempre maior que Vi, por isso, a razão entre elas será maior que 1, e logaritmo natural de um número maior que 1 é sempre positivo. Portanto, o trabalho (W) realizado por um gás ideal em uma expansão isotérmica é sempre positivo. Para uma compressão (Vf menor que Vi) o trabalho (W), nas mesmas condições, será negativo. Usando a Primeira lei da termodinâmica para gases ideais, sabe-se que:
{\displaystyle \Delta U=Q+W}
Em que ΔU é a variação da energia interna do gás, Q é o calor trocado entre os corpos do sistema e W é o trabalho realizado sobre o corpo. Sabe-se também que {\displaystyle \Delta U=C\times \Delta T}, (C é a capacidade térmica do corpo e ΔT a variação da temperatura). Como a variação de temperatura ΔT é nula (processo isotérmico) tem-se  ΔU=0, portanto:           
{\displaystyle Q=-W}
Ou seja, em um processo isotérmico, a quantidade de calor trocada entre os corpos é numericamente igual ao trabalho negativo.

#### Processo adiabático
Transformação adiabática é aquela transformação em que não há troca de energia com o meio externo (porém ocorre variação térmica), ela ocorre quando há uma expansão ou contração muito rápida de um gás. Todas as variáveis são alteradas no processo adiabático (P,V,T). Quando um gás é comprimido adiabaticamente (diminuição do volume), o trabalho é realizado por um agente externo. Com isso a energia do sistema aumenta até se igualar ao trabalho realizado, e como o sistema não realiza troca de energia com o meio, a temperatura aumenta como consequência. Na expansão adiabática (aumento do volume), o sistema utiliza parte de sua energia para realizar trabalho. Isso acarreta na diminuição da energia interna e consequentemente na diminuição da temperatura.

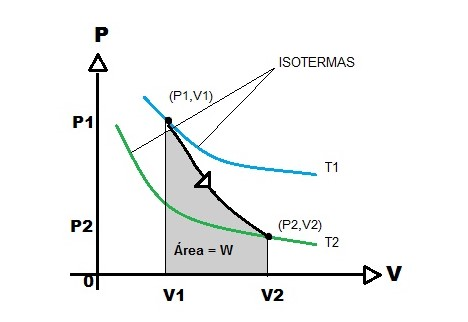
Figura 4. Diagrama PxV - Processo Adiabático. A curva representa o processo adiabático, que está entre as transformações isotermas T1 e T2, e a área debaixo da função representa o trabalho.

 A energia interna U se transforma em trabalho diretamente. Porém Q= 0 pois o sistema não realiza troca de calor com o meio. Então:
{\displaystyle \Delta U=-W}
No caso de o gás ser monoatômico (um átomo), o trabalho realizado se dá por:
{\displaystyle W=-{\frac {3}{2}}nR\Delta T}
Já para um gás diatômico (dois átomos), o trabalho se dá por:
{\displaystyle W=-{\frac {5}{2}}nR\Delta T}
A equação de um gás em um processo adiabático é dada por:
{\displaystyle PV^{\gamma }=cte} {\displaystyle \longrightarrow }  Relação entre P e V
Onde,  P é igual a pressão e V é o volume.
{\displaystyle \gamma } = {\displaystyle {\frac {cp}{cv}}}  razão entre os calores específicos
Quando o gás sofre alteração entre seu estado final e inicial, podemos escrever a equação de outra maneira: 
{\displaystyle P{\scriptstyle {\text{i}}}V{\scriptstyle {\text{i}}}^{\gamma }=P{\scriptstyle {\text{f}}}V{\scriptstyle {\text{f}}}^{\gamma }}
Também podemos escrever a mesma equação em termos de pressão e temperatura, relembrando que: 
{\displaystyle {\frac {PV}{T}}=cte}
Portanto:
{\displaystyle TV^{\gamma -1}=cte\longrightarrow }  Relação entre T e V
Quando o gás sofre alteração entre seu estado final e inicial, podemos escrever a equação de outra maneira:  
{\displaystyle T{\scriptstyle {\text{i}}}V{\scriptstyle {\text{i}}}^{\gamma -1}=T{\scriptstyle {\text{f}}}V{\scriptstyle {\text{f}}}^{\gamma -1}}

#### Processo isentrópico
Esse processo é habitualmente definido como adiabático quase-estático, de transferência de energia como trabalho. Caso contrário, para um processo de entropia constante, se o trabalho é feito irreversivelmente, a transferência de calor é necessária, de modo que o processo não é adiabático e é necessário um mecanismo de controle artificial preciso, ou seja, não é um processo termodinâmico natural ordinário.

## Processos classificados pelasegunda lei da termodinâmica

### Processos reversíveis
Na termodinâmica o processo reversível refere-se a propriedade de um sistema físico retornar ao seu estado inicial, após sofrer alterações de estado. Esse processo não descreve um processo natural, que é sempre irreversível, pois esse processo exibe uma simetria temporal entre seus estados da termodinâmica. Processos reversíveis são conhecidos como processos quase-estático, são irreais e quase-reversíveis, mas indica quando o sistema passa por estados infinitamente perto de seu equilíbrio. A reversibilidade aplica-se a sistemas com fronteiras permeáveis - fechados e mesmo abertos - nos quais os estados A e B diferem de tal forma que o estado B retenha em si todas as condições necessária para que o estado A mostre-se novamente acessível uma vez invertido o processo que afrouxou as restrições que impediam a transformação de A para B - esta geralmente espontânea. Não é necessário neste caso que o estado B seja isentrópico a A, podendo B ser caracterizado por uma entropia maior do que A. Contudo a transformação e os estados devem ter consigo associados a propriedade de que, ao impor-se o retorno a A, o processo de retorno intrinsecamente implique a transferência do excesso de entropia - produzido na transição inicial de A para B - para a vizinhança - comumente mediante calor entre o sistema e a vizinhança. Assim, o processo que leva à transição entre A-B é reversível às custas de um constante aumento da entropia da vizinhança, visto que a entropia não renegada à vizinhança produzida no processo direto (A --> B) é automaticamente renegada à vizinhança no processo contrário (B --> A). Alguns processos conhecidos como reversíveis podem ser vistos como: Em um recipiente fechado, fundir o gelo e posteriormente voltar a congelá-lo; Em um ambiente fechado, evaporar a água e voltar a condensá-la; Estirar, por compressão ou estiramento, uma mola numa pequena variação de comprimento (logo recupera-se a forma original da mola); E deformar, por compressão ou estiramento, um objeto de borracha ou outro elastômero numa pequena variação de comprimento e durante tempo curto (logo recupera-se a forma original do objeto).

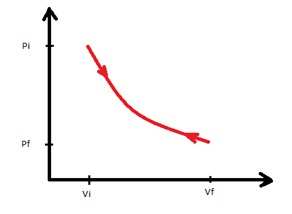
Processo Reversível

### Processos irreversíveis
Na termodinâmica o processo irreversível refere-se a propriedade de um sistema de sofrer alterações que as leve de um estado inicial A para um estado final B, contudo de modo que torne-se impossível o retorno ao estado inicial, mesmo cambiadas as causas da transição inicial. Descritas em um processo natural que implicam assimetria temporal entre seus estados da termodinâmica, as transferências em seu sistema aumenta a soma de suas entropias. A expansão Joule é um exemplo da termodinâmica clássica que mostra como é possível trabalhar o consequente aumento da entropia. Isto ocorre quando um volume de gás é mantido em uma parte de um recipiente isolado termicamente (através de uma pequena partição), com o outro lado do recipiente sendo evacuado, a partição entre as duas partes do recipiente é então aberta e o gás preenche todo o recipiente. A energia interna do gás continua a ser a mesma, enquanto que o volume aumenta. O estado original não pode ser recuperado por simplesmente comprimir o gás do seu volume original, uma vez que a energia interna será aumentada por essa compressão. O estado original só pode ser recuperado por resfriamento do sistema causando assim, de forma irreversível, o aquecimento do ambiente. Alguns processos conhecidos como irreversíveis podem ser vistos como:Transferência de calor através de uma diferença de temperatura finita; A deformação plástica, por exemplo, ao estirar um objeto de borracha por longo período de tempo ou além do seu limite de elasticidade, de maneira que a forma original não se recupere mais; Fluxo de corrente elétrica através de uma resistência; Magnetização ou polarização com histerese; Desenfreada expansão de fluidos; Reações químicas espontâneas; Envelhecer; E cozinhar um alimento qualquer a base de amido, como uma massa.